# Kent W. Kennan
Kent Wheeler Kennan (Milwaukee, 18 april 1913 – Austin, 1 november 2003) was een Amerikaanse componist, muziekpedagoog, pianist en organist.

## Levensloop
Kennan kreeg op zesjarige leeftijd lessen voor piano en enige tijd later ook voor orgel en dwarsfluit. Hij studeerde aan de Universiteit van Michigan in Ann Arbor, waar hij zijn Bachelor of Music behaalde, en aan de bekende Eastman School of Music in Rochester waar hij zijn Master of Music in 1936 behaalde. Op 23-jarige leeftijd won hij de Prix de Rome waaraan een 3 jaar durende studie in Europa, met name aan de Amerikaanse Academie in Rome en aan de Accademia Nazionale di Santa Cecilia in Rome bij Ildebrando Pizzetti, was verbonden.
Als docent werkte hij vanaf 1939 aan de Kent State University in Kent en vervolgens aan de Ohio State University in Columbus. Daarna werd hij hoogleraar aan het "College of Fine Arts" van de Universiteit van Texas in Austin. Gedurende zijn werkzaamheden bij deze instelling was hij zowel als docent in muziektheorie en compositie als in administratieve functies actief. In 1983 ging hij met pensioen. Als muziekpedagoog is hij auteur van twee boeken Counterpoint en The Technique of Orchestration, die vooral bij Amerikaanse universiteiten en conservatoria bekend zijn.
Als pianist en organist werkte hij aan de Unitarian Universalist Church in Austin (Texas).
De componist Kennan schreef werken voor orkest, harmonieorkest, vocale muziek en kamermuziek. Verschillende werken werden door bekende orkesten onder leiding van grote dirigenten, zoals Arturo Toscanini, Leopold Stokowski, Eugene Ormandy en Seiji Ozawa uitgevoerd.

## Composities

### Werken voor orkest
- 1936: - Night Soliloquy, voor dwarsfluit, strijkorkest en piano
- 1936: - Symfonie, voor orkest[3]
- 1936: - Three Pieces, voor orkest
  1. Promenade
  2. Nocturne
  3. Il Campo dei Fior
- 1937; rev. 1986: - Notturno, voor altviool (of viool) en orkest
- 1938: - Andante, voor hobo en orkest
- 1938; rev. 1987: - Dance Divertimento, voor orkest
  1. Grand March
  2. Toe Dance
  3. Jig
- 1939: - Air de ballet, voor orkest
- 1939: - Concertino "For an American going to war", voor piano en orkest
- 1939: - Lament, voor orkest
- 1988: - Elegy, voor hobo en klein orkest
- - Prelude, voor orkest
- - Promenade, voor orkest

### Werken voor harmonieorkest
- 1943: - Night Soliloquy, voor dwarsfluit en harmonieorkest
- - Concertino, voor piano en harmonieorkest
- - Sonate, voor trompet en harmonieorkest - bewerkt door Donald Hunsberger

### Vocale muziek

#### Werken voor koor
- 1944: - Blessed are they that mourn, voor gemengd koor en orkest
- 1948: - The unknown warrior speaks, voor mannenkoor (TTBB) a capella - tekst: Margery Smith
- - A Clear Midnight, voor gemengd koor en piano - tekst: Walt Whitman

#### Liederen
- 1938; rev. 1951: - I saw the white daisies, voor zangstem en piano - tekst: Bliss Carman
- - A Clear Midnight, voor middenstem en piano - tekst: Walt Whitman

### Kamermuziek
- 1938: - Notturno, voor altviool en piano
- 1940: - Kwintet, voor strijkkwartet en piano
- 1947: - Night Soliloquy, voor dwarsfluit (of altsaxofoon) en piano
- 1956; rev. 1986: - Sonate, voor trompet en piano
- 1972: - Scherzo, Aria, and Fugato, voor hobo en piano
- 1994: - Threnody, voor viool en piano
- - Dance to an Ostinato, voor dwarsfluit en piano
- - Dream Tigers, voor dwarsfluit en piano
- - Duo, voor hobo en piano
- - Sonate "Sea sonata", voor viool en piano

### Werken voor orgel
- 1952; rev. 1995: - Variations on a quiet theme
- 1952: - Theme with Variations

### Werken voor piano
- 1941: - Three Preludes
- 1946: - Sonatina
- 1950-1951: - Two Preludes
- - Piece (unnamed)
- - Retrospectives
- - Second Sonata

## Publicaties
- Symphony, 2nd movement, Thesis (Master of Music) Eastman School of Music, University of Rochester, 1936.
- The Technique of Orchestration, Englewood Cliffs, New Jersey: Prentice-Hall, 1952, 1970, 1983, 1990, 1996, 2002. 364 p., ISBN 0-13-900308-8. ISBN 0-13-466327-6. ISBN 978-0-13-466327-2.
- Counterpoint, Englewood Cliffs, New Jersey: Prentice-Hall, 1959. 1987. 211 p., ISBN 0-13-184235-8. ISBN 978-0-13-184235-9.
- Counterpoint Workbook, Englewood Cliffs, New Jersey: Prentice-Hall, 1972. 90 p., ISBN 978-0-13-184309-7